# Walezjanie
Walezjanie – chrześcijańska grupa wyznaniowa, istniejąca w III wieku w okolicach Filadelfii. Z przekazu Epifaniusza wiadomo, że walezjanie dokonywali kastracji i odrzucali małżeństwo, ponieważ wierzyli, że męskie narządy płciowe przeszkadzają w zbliżeniu do ich Boga. Walezjanie znani byli także z dokonywania kastracji na nieświadomych podróżnikach, którzy zatrzymywali się u nich na noc. Twórcą grupy miał być Walens z Bacatha Metrocomia, miasta w Arabii Zajordańskiej. Walezjan potępił sobór nicejski, który zakazał kastracji.